# مامپیکونی
مامپیکونی (به لاتین: Mampikony) یک منطقهٔ مسکونی در ماداگاسکار است که در خیره کننده واقع شده‌است. مامپیکونی ۲۸٬۵۹۳ نفر جمعیت دارد و ۵۵ متر بالاتر از سطح دریا واقع شده‌است.